# Рачунање речима
Рачунање речима (енгл. computing with words) је фраза коју је 1996. године увео Лофти Заде (енгл. Lofti Zadeh) у свом раду „Расплинута логика = Рачунање речима“. Према Задеу, рачунање речима је „методологија у којој су објекти рачунања речи и искази из природног језика. Инспирисана (методологија) је изванредном способношћу људи да изводе широк спектар физичких и менталних послова без икаквих мерења и рачунања. Рачунање речима може да има значајну подлогу за то како људи праве перцептивно-основане рационалне одлуке у окружењу које одликују непрецизност, несигурност и делимична истина“.
Лаички илустровано, ради се о томе да искази попут „рерна је довољно топла“ или „мало је вероватно да ћу правити колач са јагодама зими ако је њихова цена много већа од летње“ подлежу представљању изразима са којима се може рачунати.